# Stockholms Postens IK
Stockholms Postens IK, SPIK är en av de äldsta idrottsföreningarna för personer med anknytning till Posten. Föreningen bildades den 2 maj 1924. Föreningen har drygt 1 900 medlemmar (juni 2004), och består av 16 aktiva sektioner. Dessutom finns en kamratsektion för tidigare aktiva medlemmar, Gamla Spikare.
Föreningen är ansluten till Riksidrottsförbundet, till Stockholms-Korpen, till några specialidrottsförbund samt till Postens idrottsförbund. Föreningens medlemmar deltar i Postmästerskapen i en mängd grenar, liksom i turneringarna Post-Klassikern och Boll-Klassikern samt i diverse turneringar inom Korpen.
Föreninges egen tidning kommer ut med fyra nummer per år.

## Sektioner
- Alpint
- Badminton
- Bordtennis
- Boule
- Bowling
- Bridge
- Cykel
- Dart
- Fotboll
- Friidrott
- Golf
- Innebandy
- Orientering
- Simning
- Skidor
- Gamla SPIK:are